# Dalbergia rufa
Espèce
Dalbergia rufa est une espèce de plantes à fleurs de la famille des Fabaceae et du genre Dalbergia, présente en Afrique tropicale.

## Description
C'est un arbuste grimpant avec des branches entremêlées qui s'enroulent en vrilles ou en lianes dont la longueur peut aller jusqu'à 15 m  et des fleurs blanches odorantes.

## Distribution
L'espèce est assez commune en Afrique tropicale de l'ouest, jusqu'au Cameroun.

## Habitat
On la rencontre dans les forêts secondaires, les forêts galeries jusqu'à une altitude de 1 000 m. 